# آرتمیدوروس

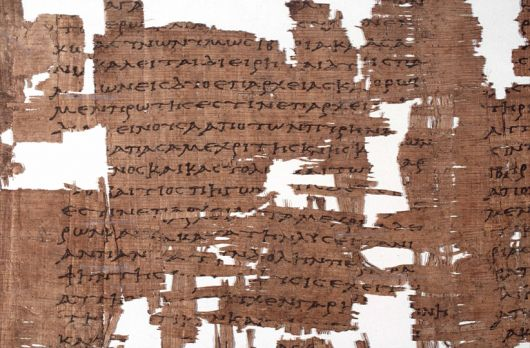
نمایی از تکه پاپیروس به‌جای مانده از آرتمیدوروس

آرتمیدوروس (زبان یونانی: Ἀρτεμίδωρος ὁ Δαλδιανός) جغرافی‌دان رومی از اهالی افسوس بود که در حوالی ۱۰۴ تا ۱۰۰ ق م در روم برآمد. او سفرهای زیادی کرد و کتابی در جغرافیا نوشت، دربارهٴ تمام دنیای مسکون.
آرتمیدوروس به جغرافیای فیزیکی و تعیین فواصل توجه زیادی مبذول داشت. این طرح اخیر واکنشی بود در برابر جغرافیای نجومی که او آن را تخیلی می‌دانست. او آثار اسلاف خویش مخصوصاً آگاتارخیدس را مورد استفاده قرار داد. استرابون اغلب به اثر او اشاره می‌کند.